# Kelloggina chilena
Kelloggina chilena är en tvåvingeart som först beskrevs av Alexander 1953.  Kelloggina chilena ingår i släktet Kelloggina och familjen Blephariceridae. Inga underarter finns listade i Catalogue of Life.